# Stefan Konstanty Piaseczyński
Stefan Konstanty Piaseczyński (Piasoczyński) herbu Lis (zm. w czerwcu 1691 roku) – wojewoda smoleński w 1686 roku, kasztelan brzeskolitewski w latach 1672–1686, starosta bracławski w 1669 roku, starosta nowogrodzkosiewierski już w 1660 roku, podstoli bracławski w 1656 roku.
Poseł sejmiku włodzimierskiego województwa bracławskiego na sejm zwyczajny 1654 roku, sejm 1661 roku, sejm 1662 roku, sejm 1664/1665 roku, sejm 1665 roku, pierwszy sejm 1666 roku, sejm nadzwyczajny (abdykacyjny) 1668 roku, poseł sejmiku włodzimierskiego województwa czernihowskiego na sejm 1659 roku.
W 1674 roku był elektorem Jana III Sobieskiego z województwa brzeskolitewskiego, podpisał jego pacta conventa. 